# Limnebius curidius
Limnebius curidius är en skalbaggsart som beskrevs av Armand D'Orchymont 1941. Limnebius curidius ingår i släktet Limnebius och familjen vattenbrynsbaggar. Inga underarter finns listade i Catalogue of Life.